# Альгарвио, Изабель
Изабель Альгарвио — французская певица и диджей, выступающая под сценическим псевдонимом Anaklein. Дебютный альбом «Darkside» принёс ей всемирную популярность, в основном, благодаря синглам «I’v Got The Music», «Emotion», «Lena» (кавер-версия песни бельгийской группы Twee Belgen) и трибьюту Depeche Mode — «Thanks DM (Personal Jesus)».

## Стиль
Стиль Anaklein во многом определён продюсером всех работ — Фредом Ристером, за плечами которого — сотрудничество с Дэвидом Геттой, Жоакимом Гарро и Келис. Грамотно переплетая в треках тек-хаусный луп, мелодии, напоминающие смесь синти-попа с техно, Ристеру удалось «поймать волну» электро-хаусного мейнстрима двухтысячных. Кроме того, отличительной чертой проекта является вокал Изабель на первых двух синглах, похожий на монолог, плавно переходящий в пение.
Название «Anaklein» является отсылкой к другому проекту Ристера — Mory Klein, в рамках которого он впервые начал сотрудничать с Изабель, тогда ещё в качестве сопродюсера.

## Биография

### До Anaklein
В 2002 году Альгарвио, выступающая как вокалистка под сценическим псевдонимом Iza Belle, вместе с будущим продюсером создаёт дуэт под названием Portfrance. Выпустив всего один трек в стиле транс — «Fly To Heaven», проект закрывается ввиду своей непопулярности. С этого момента начинается история Anaklein — эксцентричной дивы электро-хауса, Ристер же помещён на второй план, но неизменно указывается как соавтор и продюсер. В том же году музыканты подписывают контракт с французским лейблом 3Е Мedia.

### ПериодDarkside(2003—2006)
Первым синглом, выпущенным в поддержку грядущего альбома, стал «I’v Got The Music» (стилизованный вариант «I’vе Got The Music»), на дочернем лейбле 3E — Loud Beats Recordings, знаменитом благодаря синглу Commander Tom — «Attent!on». На песню был снят видеоклип, в котором показано альтернативное будущее песни: «музыкальная полиция» охотится за слушателями и меломанами. Примечательно, что в конце клипа на белом фоне была показана надпись «…To be continued», хотя никакого логического продолжения сюжета не последовало. Видео получило ротацию на канале MTV, песня стала своеобразной визитной карточкой певицы.
9 мая 2003 года выходит второй сингл — «Emotion», с уклоном в тек-хаус и более агрессивным ритмом. Для получения должного эффекта голос Изабель искажается с помощью вокодера — ощущается влияние хэдлайнеров тогдашней тек-хаус-сцены, Benassi Bros. и The Biz. Учитывая популярность сингла Бенни Бенасси «Satisfaction» в Западной Европе, Anaklein, генерируя схожие миксы, имела возможность затеряться в среде исполнителей «а-ля Benassi Bros.» (что, впрочем, и случилось на территории Европы Восточной — в треклисте пиратского сборника Бенни, выпущенного на территории РФ, «затерялась» I’v Got The Music). Понимая это, Ристер делает упор на кавер-версии, отходя от электро-хауса — и в новой обработке зазвучали сперва «Personal Jesus», затем «Army Now» и «Lena».
На «Thanks DM (Personal Jesus)» и «Lena» также были сняты видеоклипы, в которых Альгарвио предстаёт в различных образах, но популярности они не достигли, не получив ротации — уклон в электроклэш и синти-поп негативно сказался на творчестве Anaklein. Дебютный и единственный альбом «Darkside» вышел в июле 2005 года в двух вариантах — стандартном (CD) и Digipak (включал в себя три видеоклипа).

### ПослеDarkside(2007-наши дни)
После релиза альбома, в 2007 году, Anaklein выпускает отдельным синглом трек «Estrela Da Vida». На пластинке, кроме клубной версии, присутствует ремикс Лорена Потра, успеха в клубах песня не имеет. Ристер покидает проект, занявшись продюсированием и ремикшированием релизов Дэвида Гетты, и права на сценическое имя остаются у Изабель. Однако, благодаря знакомству продюсера с Жоакимом Гарро, Anaklein появляется на альбоме «Invasion», выступив вокалисткой и сопродюсером трека «Back In The Time». В сентябре 2011 года вместе с Nappy Paco стала вокалисткой и сопродюсером релиза DJ LBR — «Take You Higher».

## Дискография

### Студийные альбомы
- Darkside (2005)

### Синглы и EP
- I’v Got The Music (2003)
- Emotion (2003)
- Thanks DM (Personal Jesus) (2004)
- Lena (Lena Lena) (2004)
- Estrela Da Vida (2007)